# Раман, Бенито
Бенито Раман (нидерл. Benito Raman; родился 7 ноября 1994 года в Генте, Бельгия) — бельгийский футболист, нападающий клуба «Самсунспор». Выступал за сборную Бельгии.

## Клубная карьера
Раман — воспитанник клуба «Гент» из своего родного города. 11 сентября 2011 года в матче против «Зюлте-Варегем» он дебютировал в Жюпиле лиге. Из-за высокой конкуренции Бенито не часто появлялся на поле. В 2013 году он на правах аренды перешёл в «Беерсхот». 19 января в поединке против клуба «Кортрейк» Раман дебютировал за новую команду. 16 февраля в матче против «Ауд-Хеверле Лёвен» Бенито забил свой первый гол в чемпионате Бельгии.
Вторую половину 2013 года Раман также провёл в аренде, на этот раз в «Кортрейке». 27 июля в поединке против «Ауд-Хеверле Лёвен» он дебютировал за новый клуб. 17 августа в матче против «Шарлеруа» Бенито забил первый гол за «Кортрейк». После уверенной игры показанной за остаток сезона руководство «Гента» вернуло Рамана. Интерес к Бенито также проявляли миланский «Интер», немецкий «Хоффенхайм» и английская «Астон Вилла». 3 августа 2014 года в поединке против «Мехелена» он забил свой первый гол за «Гент». 29 октября в матче против «Васланд-Беверен» Раман сделал «дубль». В 2015 году Бенито помог «Генту» впервые в истории выиграть чемпионат и завоевать Суперкубок Бельгии.
В начале 2016 года Раман на правах аренды перешёл в «Сент-Трюйден». 29 января в матче против «Андерлехта» он дебютировал за новую команду. 23 апреля в поединке против «Локерена» Бенито забил свой первый гол за «Сент-Трюйден». Летом того же года Раман перешёл в льежский «Стандард» подписав четырёхлетний контракт. Сумма трансфера составила 700 тыс. евро. 31 июля в матче против «Вестерло» он дебютировал за новый клуб. 18 сентября в поединке против «Локерена» Раман забил свой первый гол за «Стандард». Летом 2017 года Бенито на правах аренды перешёл в немецкую «Фортуну» из Дюссельдорфа. 10 сентября в матче против «Унион Берлин» он дебютировал во Второй Бундеслиге. 2 октября в поединке против «Дуйсбурга» Раман забил свой первый гол за «Фортуну». По итогам сезона он помог клубу выйти в элиту, а руководство команды выкупило его трансфер за 1,5 млн евро. 25 августа в матче против «Аугсбурга» он дебютировал в Бундеслиге
Летом 2019 года Раман перешёл в «Шальке 04», подписав контракт на 5 лет.

## Достижения
«Гент»
- Чемпионат Бельгии по футболу — 2014/2015
- Обладатель Суперкубка Бельгии — 2015